# 篠田三郎
篠田 三郎（、1948年〈昭和23年〉12月5日 - ）は、日本の俳優。本名は、大塚 晴生（）。
東京都港区麻布出身、東京都板橋区成増育ち。日本大学第二高等学校中退。劇団民藝青山事務所所属。

## 来歴
プラスチック製品の工場を経営する父と母の長男で、弟が2人いる。豊島区立道和中学校を経て1964年に日本大学第二高校に進学するが、翌年に大映第18期ニューフェースに合格したことを機に高校を中退する。将来の目標というのはあまりなかったが三國連太郎・安井昌二主演の『ビルマの竪琴』や仲代達矢主演の『人間の條件』に感動したなどのことで映画への憧れはあり、東宝と大映のニューフェイスを受けたところ、東宝には落ちて運良く大映に受かったという。学業も続けようと思ったが、学校の方針で受け入れてもらえなかった。前述の通り実家が工場を経営しており、「役者で上手くいかなくとも家業を継げばいいか、という考えはあった」と述べている。
養成所期間を経て大映東京撮影所に入社し、1966年に映画『雁』でデビュー。その後は大部屋に配属され、主に通行人などで出演を続けることになる。この時期には、ガメラシリーズ『ガメラ対宇宙怪獣バイラス』（1968年）にも端役で顔を出している。
1970年、帯盛迪彦監督の『高校生番長』で初主演を果たして以降、全4作までつくられたシリーズに男優のエースとして出演。1971年、関根恵子（現・高橋惠子）と共演した『高校生心中・純愛』のヒットによって『樹氷哀歌』『成熟』と関根とのコンビ作が続くが、この年末に大映は倒産してしまう。
活躍の場をテレビに移し、TBSのプロデューサー・橋本洋二からの誘いによる『ガッツジュン』で初レギュラーを得て、同じく橋本がプロデューサーを務めた『シルバー仮面』にも、橋本から口説かれる形で春日兄妹の三男・光三役でレギュラー出演した。1973年のウルトラシリーズ『ウルトラマンタロウ』 (TBS) では、主人公・東光太郎役を演じる。同年の『天下堂々』 (NHK) でも主演し、幅広いお茶の間の支持を得た。1974年の『若い!先生』では教師・海堂健太役を演じ、テレビスターとしての地位を確立する。
1975年、大映テレビ制作の刑事ドラマ『TOKYO DETECTIVE 二人の事件簿』に主演。夜10時台のドラマとしては高視聴率を獲得したことから、1976年には続編『新・二人の事件簿 暁に駆ける!』も制作された。この間、映画でも複数の作品に助演したのち、高林陽一監督の『金閣寺』で主人公・溝口を演じている。1977年には大河ドラマ『花神』での吉田松陰役でさらに広範な人気を得て、1978年にはドラマ人間模様『夫婦』でも忘れがたい印象を残す。同年から1979年にかけては『やあ！カモメ』『一発逆転』など、民放のゴールデンタイムのテレビドラマでも主演を務めた。
以後は活動の中心をテレビに置きながら映画や舞台にも出演し、さわやかな個性で人気を得ている。1990年には、長寿ドラマ『部長刑事』シリーズの『新・部長刑事アーバンポリス24』に主演。2000年代に入ってからは、映画『忘れられぬ人々』などで悪役も積極的に演じている。端正なマスクと口跡は貴人役も得意とし、映画『ヤマトタケル』での大王役、大河ドラマ『草燃える』での源実朝役、銀河テレビ小説『復活』での伯爵役などが挙げられる。また、『ピュア・ラブ』シリーズや、野島伸司脚本の『ゴールデンボウル』などで印象的な役柄を演じた。
2020年1月より劇団民藝青山事務所に移籍。

## 人物・エピソード
趣味はゴルフと旅行、特技は乗馬。
1975年に結婚し、一男一女がいる。
『二人の事件簿』以降も、刑事ドラマ『兄弟刑事』『Gメン'82』にレギュラー出演したが、いずれも短命に終わってしまった。『Gメン'82』に関しては、番組の知名度の低さから出演していたこと自体を疑問視されたことがあるという。

### 『シルバー仮面』関連
- 篠田三郎が演じた春日光三は、5人兄妹の中でも一番無鉄砲で血の気の多い役柄であり、監督の実相寺昭雄からは「どんどん暴れろ」と指示されたという[12]。感情をストレートにぶつけるうえに人間臭い一面もあり、非常に魅力的なキャラクターだったと述べている[12]。
- 1987年のインタビューでは、主演の柴俊夫とはその後も親交が続いていることを語っている[12]。作品については、本当に楽しくやれた作品の一つとして思い出深いと述べている[12]。
- 殺陣師の高倉英二からは、台詞を完全に覚えてくるために現場で台本を見ることはなかったと証言されており、真面目で俳優として素晴らしかったと評されている[19]。また、共演した夏純子からも、落ち着いた人物だったと評されている[20]。

### 『ウルトラマンタロウ』関連
- 出演前、『ウルトラマンA』第20話で船乗りを目指す篠田一郎青年役でゲスト出演したのは、ウルトラシリーズの新たな主役に篠田三郎がふさわしいと考えたプロデューサー・橋本洋二が、篠田に撮影現場の雰囲気を知ってもらうためだった[21]。
- 出演が決定して『A』の撮影現場を見学した時、北斗星司役の高峰圭二が白いマフラーを巻いているのを見て自分も使用したくなり、高峰に申し出て『タロウ』の撮影でもマフラーを使用することになった[22]。
- 撮影所には電車で通っていたが、いつの間にか眠って目を覚ますとファンの子供たちが集まっており、真剣な眼差しで自分を見つめていた[21]。
- 登場怪獣の中では、第10話のデッパラスが印象に残っている。
- 最終回（第53話）で東光太郎が人間として生きることを選んで雑踏に消えていくラストについては、驚いたと同時に考えもしなかった[23]。また、光太郎のその後については、「人間として平和のために頑張っている」と考えている[24]が、このラストを尊重しているわけではないという[25]。
- 放送終了後には息子が生まれ、物心が付いたら観せてやろうと、恐らく再放送時に1本だけビデオに録画した。しかし、それが2話完結の前編でタロウが苦戦して次回に続く終わり方だった。これを観てからというもの、息子は『タロウ』をまったく観てくれないという[26]。
- 後述の事情によりウルトラシリーズで共演したことはないが、次作『ウルトラマンレオ』で主人公・おおとりゲンを演じた真夏竜やその妻子とは家族ぐるみの親交があり（篠田の息子と真夏の息子は同級生である）、彼の舞台の陣中見舞に訪れたことがある[24]。真夏が2004年に胃癌に罹患した際には、セカンド・オピニオンを紹介するなどして治療に協力した。真夏は篠田に紹介された医師の執刀による手術を受け、2024年のインタビューにて「素晴らしい先生でね。『来年の桜は見られない』なんて言われていたんですが、もうそれから20年以上も桜を見ていますよ（笑い）。篠田さんとはずっと交流があったんですが、本当に命の恩人です」と述べている[27]。

#### 『タロウ』終了後のシリーズへの携わり
『番組対抗スターお年玉大会』（日本テレビ系・1986年1月5日）に『妻たちの課外授業』チームで出演した時、『タロウ』に登場する宇宙科学警備隊ZATの隊員服を白いマフラーなしで着用し、タロウの変身ポーズを披露したことがある。
他の昭和ウルトラシリーズの主演俳優と異なり、後のシリーズに客演していない。その理由については、『スポーツ報知』の「円谷プロ創立50周年記念特別号（2013年7月10日発売）内の『タロウ』40周年記念インタビューで「東光太郎は自分の中での青春の良き思い出としてとっておきたい」と話している。
ただし、『タロウ』を嫌っておらず、特撮誌などのインタビューでも撮影当時のエピソードを披露することは多い。「1年間も主役を演じられるから張り切っていたのを思い出す」「『タロウ』は自分にとって財産」「撮影することも撮影所に通うことも楽しかった」「演じるに当たって特別に意識したり心がけたことはなく、役の一環として捉えていた」などと語っている。
本編以外の行動に関しては、インタビュー以外にも積極的な姿勢を見せている。東日本大震災を受けて開設された「ウルトラマン基金」にも、「タロウからウルトラの父やウルトラの母への願い」としてメッセージを寄せている。また、『極上空間』（BS朝日）の2013年8月10日放送分では、変身ポーズの披露、主題歌の歌唱、同行した真夏とともに『レオ』第7話のブーメラン特訓の再現といったことを行なったほか、『タロウ』が「ウルトラマンジャック」や「ウルトラマンスター」といったタイトルで企画が進められていたことを話した。
2019年には、タロウの息子・ウルトラマンタイガが活躍する『ウルトラマンタイガ』のBlu-ray BOXの発売決定に際し、応援コメントを寄せている。
2020年には、「ウルトラ特撮 PERFECT MOOK」にて新規取材のインタビューが掲載された。
『ゴジラvsデストロイア』などで共演した林泰文は、篠田に対して『タロウ』の話題を振ることを遠慮していたが、ある時『タロウ』が話題に挙がったところ、篠田は笑顔で変身ポーズを披露してくれたと証言している。

## 出演

### テレビドラマ
- ザ・ガードマン（TBS）
  - 第92話「ロンドンの青い霧」（1967年）
  - 第95話「氷が燃えるとき」（1967年）
  - 第105話「白昼の襲撃」（1967年）
  - 第185話「命を張って賭場荒し」（1968年）
  - 第207話「今晩は、宝石泥棒デス」（1969年）
- タケダアワー（TBS）
  - ガッツジュン（1971年） - 進藤茂
  - シルバー仮面（1971年 - 1972年） - 春日光三
  - 隠密剣士 突っ走れ! 第5話「怪鳥を狙う信太郎」（1974年） - 霞源三郎
- なんたって18歳! 第9話「すてきな男の子」（1971年、TBS） - 城南大学フェンシング部主将
- シークレット部隊 第15話「プールに浮いた死美人」（1972年、TBS）
- ウルトラシリーズ（TBS）
  - ウルトラマンA 第20話「青春の星 ふたりの星」（1972年） - 篠田一郎
  - ウルトラマンタロウ（1973年 - 1974年） - 主演・東光太郎
- あしたに駈けろ! 第5話「俺たちの星はどっちだ」（1972年、フジテレビ） - 小野田守
- ブラザー劇場（TBS）
  - 熱血猿飛佐助（1972年 - 1973年） - 霧隠才蔵
  - 刑事くん 第2部 第17話「朝日に誓って…」（1973年）
  - 若い!先生（1974年） - 主演・海堂健太
- 木下恵介・人間の歌シリーズ / 愛よ、急げ!（1972年 - 1973年、TBS） - 主演・恭一
- 追跡 第1話「いかさま天使」（1973年、関西テレビ）
- グランド劇場 / 妻の虹（1973年、日本テレビ）
- ポーラ名作劇場 / 幸福という名の不幸（1973年、NET）
- 東芝日曜劇場（TBS）
  - 十月の恋（1973年）
  - 冬の恋人（1974年） - 浩
  - ちいさい愛（1974年）
  - みどりもふかき（1975年、RKB） - 主演
  - 霧の日の童話（1976年、RKB） - 主演
  - 夏の雲（1977年、CBC） - 主演
  - 博多どんたく恋人形（1979年、RKB） - 主演
  - 牛を売りに来た女（1979年11月11日、RKB） - 梅原誠司
  - 動物園と植物園（1981年、RKB） - 主演
  - 妻と夫の詩（1981年） - 主演
  - ほうじ茶を入れて下さい（1984年） - 主演
  - 二人で歩いて（1984年、RKB） - 主演
- 天下堂々（1973年 - 1974年、NHK総合） - 主演・佐倉英介[32][33]
- 愛をください（1974年、TBS） 明石哲也
- 家族あわせ（1974年 - 1975年、TBS） - 渡部達也
- 華やかな荒野（1974年 - 1975年、TBS）
- 銀河テレビ小説（NHK総合）
  - 風雨強かるべし（1975年）  - 佐賀
  - 女の一生（1977年）  - 栄二
  - 復活（1981年）
  - 男が家を出るとき（1985年） - 西村洋介
- ふたりは夫婦 / わたくしは細君 「吾輩は猫である」より（1975年、フジテレビ）
- TOKYO DETECTIVE 二人の事件簿（1975年、朝日放送） - 主演・宮坂伸彦
- 連続テレビ小説（NHK総合）
  - 水色の時（1975年） - 隅谷吾郎
  - 京、ふたり（1990年 - 1991年） - 中村市郎
- 家庭の秘密（1975年、TBS）
- 結婚前夜シリーズ / 姉妹（1976年、TBS）
- 土曜ドラマ（NHK総合）
  - 劇画シリーズ 花に棲む（1976年） - 主演
  - 優しい時代（1978年） - 主演・朝倉克己
  - ときめき宣言（1989年） - 五味
  - うどんとビデオ（1997年）  - 伊藤友治
- 金のなる樹は誰のもの（1976年、NET） - 俊介
- グッドバイ・ママ（1976年、TBS） - 恂平
- 新・二人の事件簿 暁に駆ける!（1976年 - 1977年、朝日放送） - 宮坂伸彦
- 大河ドラマ（NHK総合）
  - 花神（1977年） - 吉田寅次郎
  - 草燃える（1979年） - 源実朝
  - 山河燃ゆ（1984年） - 三島啓介
  - 武田信玄（1988年） - 山県昌景
  - 信長 KING OF ZIPANGU（1992年） - 稲葉良通
  - 花の乱（1994年） - 願阿弥
  - 秀吉（1996年） - 丹羽長秀
- この世の花（1977年、よみうりテレビ） - 有川貢
- 女の河（1977年、フジテレビ）
- 森村誠一シリーズ / 腐蝕の構造（1977年、毎日放送） - 雨村征男
- 兄弟刑事（1977年 - 1978年、フジテレビ） - 主演・葉山健二
- 風が燃えた（1978年、TBS） - 末松謙澄
- ドラマ人間模様 / 夫婦（1978年、NHK総合）  - 高村清人
- やあ!カモメ（1978年、TBS） - 主演・近藤勇夫
- 一発逆転（1978年 - 1979年、関西テレビ） - 主演・掛布剛
- アヒル大合唱（1978年 - 1979年、TBS） - 泉川亘
- 人はそれをスキャンダルという（1978年 - 1979年、TBS） - 森田大介
- 愛ってなんですか / 青春の輝き・ある再会（1979年、フジテレビ） - 主演
- 手錠をかけろ! 第7話「密輸拳銃を洗え! 連続乱射事件 -島根・鳥取-」（1979年、フジテレビ）
- 女たちの忠臣蔵（1979年、TBS） - 間新六郎
- 草野球・草家族（1980年、テレビ朝日）  - 佐野良雄
- 名もなく貧しく美しく（1980年、NTV）
- 心（1980年 - 1981年、TBS） - 一村寛
- ドラマ・人間 / 愛・深き淵より（1981年、テレビ朝日） - 主演
- 立花登 青春手控え（1982年、NHK総合） - 平塚源太郎
- 土曜ワイド劇場（テレビ朝日）
  - 美談の団地心中（1982年）
  - 女子医大生 父娘心中（1983年）
  - 松本清張の高台の家（1985年） - 山根辰雄
  - 小樽殺人事件・北海〜能登〜安曇野・黒揚羽蝶は死の予告! オタモイ岬の女（1986年）
  - 豪華サロンカー婚約ツアー殺人事件（1987年） - 海堂高文
  - 家政婦は見た!6（1988年） - 百瀬俊郎
  - 珊瑚色ラプソディ殺人事件（1988年） - 里見
  - 思い出の写真（1989年） - 舟岡
  - 火の国殺人行（1989年） - 進藤
  - 豪華ヨット初恋ツアー殺人事件（1990年） - 安西知之
  - 松本清張作家活動40年記念ドラマスペシャル・一年半待て（1991年） - 岡島久男
  - 夜間検証（1997年） - 古沢賢太郎
  - 無人霊柩車（1998年） - 倉森国男
  - 罠の二重誘拐（2002年） - 速水道之
  - 京都のテミス女裁判官2 美人判事を襲う夫殺しの罠!（2004年） - 藤野光雄
  - 森村誠一の終着駅シリーズ19 死者の配達人（2006年） - 北野俊也
  - 温泉若おかみの殺人推理16 湯けむり城崎温泉・自殺した夫が生きていた!（2006年） - 牧村紳一
  - 西村京太郎トラベルミステリー みちのく殺意の旅（2007年） - 戸田警部
  - ヤメ検の女 殺人を隠蔽する検察!?（2011年、朝日放送） - 奥村栄二
  - 終着駅の牛尾刑事VS事件記者・冴子13 家族の食卓（2013年） - 中西進
  - 監察官・羽生宗一（2014年） - 北森幸一
- 木曜ゴールデンドラマ（よみうりテレビ）
  - わが子の条件 赤ちゃん取り違え事件（1982年） - 主演
  - 家族の理由（1991年）
- Gメン'82（1982年 - 1983年、TBS） - 早坂警部補
- 変身願望（1983年、フジテレビ）
- ザ・サスペンス / 九州殺人行（1984年、TBS） - 主演・水城貞雄
- 妻たちの課外授業（1985年、日本テレビ） - 津田祐介
- 親戚たち（1985年、フジテレビ） - 楠木学
- 木曜ドラマストリート / 恐怖のドライブ（1986年、フジテレビ）
- ポーラテレビ小説 / 夢恋し（1986年、 竹久夢二 TBS
- 火曜サスペンス劇場（日本テレビ）
  - 震える髪（1986年）
  - 入れ代わった女（1986年）
  - 密閉島（1988年）
  - 森村誠一の途中下車（1990年） - 垣田
  - 森村誠一の音（1992年）
  - 素顔を取り戻した女（1993年）
  - 歪んだ果実（1996年）
  - 私書箱25号の女（1996年）
  - 過失致死（1998年） - 黒沼和之
  - 女弁護士・高林鮎子27 雲仙長崎旅路の果て（2000年） - 山崎雅雄
- 西村京太郎サスペンス / アカベ・伝説の島（1986年、関西テレビ）
- おじいちゃんの贈り物（1987年 NHK総合） - 主演
- 忠臣蔵・女たち・愛 （1987年、TBS）  - 吉田沢右衛門
- 花王愛の劇場 / 女に生まれて（1988年 TBS）
- 織田信長（1989年、TBS） - 明智光秀
- 必殺スペシャル・新春 決定版!大奥、春日野局の秘密 主水、露天風呂で初仕事（1989年、朝日放送） - 人螢の五郎
- 坂本龍馬（1989年、TBS） - 桂小五郎
- 眠狂四郎 恋しぐれ円月殺法!（1989年、テレビ朝日） - 明日心剣
- 月曜女のサスペンス / 愛の死角（1989年、テレビ東京） - 主演
- 鬼平犯科帳（1989年 - 1990年、フジテレビ） - 酒井祐助
- ドラマチック22 / 診察室はレモン色（1990年、TBS）
- 閨閥（1990年、TBS）
- 水曜グランドロマン（日本テレビ）
  - 犬が裁いた愛（1990年）
  - あぶない! 財テク主婦の株体験（1990年）
  - 離婚して得する方法教えます（1991年）
- 新・部長刑事 アーバンポリス24 第1話 - 第106話（1989年 - 1992年、朝日放送）-  主演・柚木啓輔 部長刑事
- 世にも奇妙な物語 / いいかげん（1992年、フジテレビ） - 主演・藤原哲男
- 金曜ドラマシアター / 平成の女相場師（1992年、フジテレビ） - 清水
- 家族の模型（1993年、関西テレビ） - 主演
- ドラマ新銀河 / 湯の町行進曲（1994年、NHK総合） - 主演・江上一夫
- 月曜ドラマスペシャル（TBS）
  - 横浜フランス橋殺人事件（1994年） - 千石
  - 家裁調査官・晶子 - 震える少年（1999年） - 島田信行
  - わんちゃ夫婦（1999年） - 木下副店長
- ダブルマザー（1995年、東海テレビ）
- 父帰る（1996年、NHK BS2）
- ドラマ30（毎日放送）
  - 命燃えて（1997年） - 西岡裕也
  - 命賭けて〜あなたは我が子を守れるか!?〜（1998年） - 主演・木田研介
  - ディア・ゴースト（2000年）
  - ピュア・ラブ - 麻生周作
    - ピュア・ラブ（2002年）
    - ピュア・ラブII（2002年）
    - ピュア・ラブIII（2003年）
- 金曜エンタテイメント（フジテレビ）
  - おふくろシリーズ14 おふくろに捧げる歌（1998年） - 水野達夫
  - 温泉名物女将! 湯の町事件簿5〜能登・輪島の伝統に忍び寄る黒い影（2004年） - 戸田耕造
- メゾン風の丘（1998年、テレビ東京） - 主演
- 緋が走る 青春陶芸記（1999年、NHK総合）
- 坊さんが、ゆくII 愛縁・機縁（1999年、NHK BS2）
- 小泉八雲と神戸の物語（2000年、テレビ大阪） - 主演・小泉八雲
- 一絃の琴（2000年、NHK総合） - 澤村克巳
- 夫についての情報（2000年、NHK総合）
- ゴールデンボウル（2002年、日本テレビ） - 佐倉洋次
- はんなり菊太郎〜京・公事宿事件帳〜 第5話「闇の掟」（2002年、NHK総合） - 相模屋惣兵衛
- マザー&ラヴァー 第7話「母さんに恋人!?」（2004年、関西テレビ） - 重松啓一
- 女子刑務所東三号棟6（2005年、TBS） - 島本慎一
- 渡る世間は鬼ばかり 第8シリーズ 第20回 - （2006年、TBS） - 吉野東吾
- 介護エトワール（2006年、NHK総合） - 錦織和隆
- 金曜プレステージ / 気象予報士・大沢富士子の事件ファイル〜晴れのち嵐そして殺人〜（2007年、フジテレビ） - 井沢
- 夏の秘密（2009年、東海テレビ） - 羽村高広
- ハンチョウ〜神南署安積班〜 シリーズ2 第3話「IQ180の容疑者…天才教授の完全犯罪」（2010年、TBS） - 広川隆国
- 冬のサクラ 第8話 「命が尽きる、その時まで」（2011年、TBS） - 片岡雄一
- 終戦記念ドラマスペシャル / この世界の片隅に（2011年、日本テレビ） - 北條円太郎
- 月曜ゴールデン（TBS）
  - 世田谷駐在刑事（2012年） - 成田郁夫
  - 浅見光彦シリーズ32 天河伝説殺人事件（2013年） - 高崎義則
  - 遺品整理人 谷崎藍子4 身代わりの花（2014年） - 江藤竜山
- 水曜ミステリー9 / 鑑識特捜班・九条礼子2〜骨を知る女〜（2012年、テレビ東京） - 真野渡
- 尋ね人（2012年、WOWOW） - 喜多門雅哉
- レジデント〜5人の研修医 第6話「最後の恋・最後の手術」（2012年、TBS） - 山村武
- 花の鎖（2013年、関西テレビ） - 森山清志
- 相棒 Season 12 第6話 「右京の腕時計」（2013年、テレビ朝日） - 津田陽一
- 連続ドラマW / MOZU Season2〜幻の翼〜（2014年、WOWOW） - イワン・タイラー / 明星洋人
- 神谷玄次郎捕物控2 第2話 「昔の仲間」（2015年、NHK BSP） - 宇兵衛
- 天皇の料理番 第12話 「完結〜料理番の人生 敗戦の料理番がGHQに起こした愛の奇跡」（2015年、TBS） - 黒田長治
- 金曜プレミアム / 赤い霊柩車シリーズ36 惻隠の誤算（2016年、フジテレビ） - 朱雀正山
- 立花登青春手控え（2016年、NHK BSP） - ナレーション
- ドラマ特別企画 / ふつうが一番 —作家・藤沢周平 父の一言—（2016年、TBS） - 竹下医師
- 最後の晩ごはん（2018年、BSジャパン） - ロイド

### 映画
- 雁（1966年、大映）
- 赤い天使（1966年、大映）
- 砂糖菓子が壊れるとき 1967年、大映） - ホテルのボーイ
- ガメラ対宇宙怪獣バイラス（1968年、大映） - ボーイスカウトA
- ジェットF104脱出せよ（1968年、大映） - 学生
- 不信のとき（1968年、大映） - 社員
- 女賭博師 花の切札（1969年、大映） - 兼松の子分
- ダンプ・ヒップ・バンプ くたばれ野郎ども（1969年、大映） - 若者
- 女賭博師 壷くらべ（1970年、大映） - 竹中稔
- 高校生番長（1970年、大映） - 柴田勇治 
  - 高校生番長 棒立て遊び（1970年、大映） - 工藤力哉
  - 高校生番長 深夜放送（1970年、大映） - 塩田直之
  - 高校生番長 ズベ公正統派（1970年、大映） - 香川雄一
- 太陽は見た（1970年、大映） - 山村
- 夜のいそぎんちゃく（1970年、大映） - 志村茂
- 十代の妊娠（1970年、大映） - 中原英彦
- 高校生ブルース（1970年、大映） - 五十嵐
- 高校生心中 純愛（1971年、大映） - 主演・丘谷由夫
- 樹氷恋歌（1971年、大映） - 主演・米沢信一
- 成熟（1971年、大映） - 笹尾隆二
- 哥（1972年、ATG） - 主演・淳
- あさき夢みし（1973年、ATG） - 庶民の男
- 吾輩は猫である（1975年、東宝） - 越智東風
- 妻と女の間（1976年、東宝） - 研一
- 金閣寺（1976年、ATG） - 主演・溝口
- 愛の嵐の中で（1978年、東宝）- 佐伯次郎
- ひめゆりの塔（1982年、東宝） - 玉井先生
- 大日本帝国（1982年、東映） - 江上孝
- ふるさと（1983年、松竹富士） - 伝三（青年時代）
- OKINAWA BOYS オキナワの少年（1983年、東宝） - 鑑察医務院職員
- あいつとララバイ（1983年、東宝） - 島英彦
- 千羽づる（1989年、共同映画） - 藤井医師
- あーす（1991年、『あーす』上映委員会） - 良平の父
- 遠き落日（1992年、松竹） - 二瓶連一郎
- ゴジラシリーズ
  - ゴジラvsモスラ（1992年、東宝） - 深沢重樹[2][6]
  - ゴジラvsデストロイア（1995年、東宝） - 国友満[6][注釈 3]
- さくら（1994年、ヘラルド・エース） - 主演・佐藤良次
- ヤマトタケル（1994年、東宝） - ケイコウ
- ちぎれ雲 いつか老人介護（1998年、フィルム・クレッセント） - 三井勝彦
- 破線のマリス（2000年、アスミック・エース） - 倉科
- 郡上一揆（2000年、映画『郡上一揆』製作委員会） - 秩父屋半七
- 忘れられぬ人々（2001年、ビターズ・エンド=タキコーポレーション） - 阿久津覚
- 森の学校（2002年、森の学校上映委員会） - 主演・河合秀雄
- 十三通目の手紙（2004年、『十三通目の手紙』製作委員会） - 和田
- IZO（2004年、チームオクヤマ） - 学界のドン
- 接吻（2008年、ファントム・フィルム） - 坂口の兄
- 山桜（2008年、東京テアトル） - 浦井七左衛門
- 白夜行（2011年、ギャガ） - 篠塚一成の父
- TAKAMINE 〜アメリカに桜を咲かせた男〜（2011年、ムービートマト） - 桜井錠二
- 人生の着替えかた「お茶をつぐ」（2022年、アークエンタテインメント）

### オリジナルビデオ
- 風と大地と梨の木と 第1章〜第4章（1997年 - 2002年、オフィス・ヒューマンヒル） - 主演・牧村信彦 ※人権啓発用ビデオ

### 舞台
- 恋ちりめん（1976年、三越劇場）
- 夫婦（1979年、芸術座）
- 真夜中のパーティー（1983年・1984年、西武劇場） - アラン
- 櫻の園（1984年、帝国劇場）
- 木瓜の花（1986年、東宝）
- 枯れすすき（1992年 - 2000年、九プロダクション） - 主演・野口雨情
- 初代新潟奉行着任150周年公演 大砲奉行（1993年）
- 名残りの雪 村山たか女抄（1993年、帝国劇場）
- 思ひ川（1995年、東宝）
- 五瓣の椿（1997年、新歌舞伎座） - 青木千之助
- 夢見るおんなたち（1999年、東宝）
- 付き馬屋おえん -たった十日の花嫁-（1999年、松竹）
- 雪国（2001年・2003年、地人会）
- 細雪（2001年 - 2012年、東宝） - 貞之助
- 仁淀川（2002年、東宝）
- 昨日までのベッド（2004年・2006年、地人会）
- 喝采（2005年・2007年、地人会）
- 日本の面影（2005年・2009年、地人会） - 主演・小泉八雲
- ご存知!夢芝居一座（2006年、帝国劇場） - 辰巳紘平
- 三丁目の夕日（2008年、明治座） - 倉田八郎
- 旅館華村 若女将（2011年、明治座）
- 八月の鯨（2013年、劇団民藝）
- SOETSU -韓くにの白き太陽-（2016年、劇団民藝） - 主演・柳宗悦 [34]
- 闇にさらわれて（2019年、劇団民藝） - クリフォード・アレン卿
- 想い出のチェーホフ（2020年、劇団民藝） 新型コロナウイルスの流行による緊急事態宣言の影響で公演中止。
- ある八重子物語（2020年、劇団民藝）-主演・古橋健一郎
- 坂道-長崎、79年目の夏（2024年、六行会ホール）[35]
- 文学の夕べ─朗読─（2024年）

### CM
- 森下仁丹 グリーン仁丹
- デンソー トヨタ純正 デンソーカーエアコン
- プリマハム プリモア
- 日清食品 日清Spa王 - 工藤静香と共演[36]。
- 明治製菓（現：明治） 明治チョコレート
- 麒麟麦酒 21世紀ビール - かつての歴代ウルトラ戦士である黒部進・森次晃嗣・団時朗と共演。
- ファイザー 爪白癬の治療についてのお知らせ
- 日本生命 みらいサポート 悠々時代

### ナレーション
- HAYABUSA〜BACK TO THE EARTH〜「全天周プラネタリウム」[37]
- 劇場版HAYABUSA2-REBORN-
- ミステリアス 古代文明への旅
- 朗読の世界　山田太一「異人たちとの夏」「故郷の劇場」（2024年4月1日 - 5月10日 全30回、NHK-FM）[38][注釈 4]

### ラジオドラマ
- FMシアター（NHK-FM）
  - ナイト・コール（1992年4月25日）[40]
  - 生き直す　パート3 ～理学療法士・砂川晴美～（2009年4月4日） - 砂川克也 役[41]
  - 異人たちとの夏（2017年7月22日・29日） - 間宮一郎 役[42]
  - 風よとどけよ（2019年2月23日） - 緒方健一 役[43]
  - 春に散る（2021年3月20日・27日） - 広岡仁一 役[44]
  - 失われた夢を求めて（2023年6月24日） - 国木進一 役[45]
- 青春アドベンチャー　人喰い大熊と火縄銃の少女（2015年7月13日 - 24日、NHK-FM） - 語り 担当[46]